# شیلا نوینز
شیلا نوینز (انگلیسی: Sheila Nevins؛ زادهٔ ۶ آوریل ۱۹۳۹) تهیه‌کننده تلویزیونی، و تهیه‌کننده فیلم اهل ایالات متحده آمریکا است.
وی همچنین برندهٔ جوایزی همچون جوایز امی و جایزه پیبادی شده‌است.